# Étienne Lenoir (technicien scientifique)
 (décembre 2020).
Pour les articles homonymes, voir Étienne Lenoir et Lenoir.
Étienne Lenoir, né à Mer, près de Blois, le 1er mars 1744, mort à Paris le 18 août 1832, est un fabricant d'instruments optiques et scientifiques français et inventeur du cercle répétiteur .

## Biographie
Engagé par Jean-Charles de Borda vers 1772 pour travailler sur le cercle de réflexion, il a une trentaine d'années et est presque illettré. Cependant, son intelligence et son génie mécanique lui permettent d'effectuer un travail que peu d'autres pouvaient effectuer. Il joue un rôle important dans les améliorations du cercle de réflexion et utilise ensuite cette expérience pour inventer le cercle répétiteur. À la suite de ce travail, il est connu comme le principal fabricant d'instruments d'astronomie, de navigation et d'arpentage en France.
En 1787, le roi de France le nomme ingénieur diplômé du roi. Il crée les instruments utilisés sur tous les grands projets de relevés géodésiques français et les grandes expéditions navales de l'époque.
Il travaille principalement pour la Commission des poids et mesures après 1792 et pour la Commission du mètre (Commission du mètre - pour la détermination de l'unité métrique de longueur, le mètre). Pour ces commissions, il produit les instruments utilisés pour mesurer l'arc méridien et créé les règles de platine pour les mesures de base. En 1793, il fabrique et signe l'étalon standard provisoire en laiton. Il invente également un comparateur pour la mesure de l'étalon standard définitif.
Lenoir est également membre de la Commission temporaire des Arts (1793–1794). Il est nommé membre du Bureau des Longitudes en 1814 et reçoit la Légion d'honneur.
Son fils, Paul-Étienne Lenoir, suit ses traces, reprenant son atelier vers 1815 et continuant son œuvre après la mort de Lenoir père.
|                                                                                           |
| cercle de réflexion par Étienne Lenoir, Paris, 1775, exposé au Musée des Arts et Métiers. |

|                                                                                         |
| cercle répétiteur par Étienne Lenoir, Paris, 1805, exposé au Musée des Arts et Métiers. |